# Frontier (スーパーコンピュータ)
Frontier（フロンティア）またはOLCF-5は、Hewlett Packard Enterprise/Crayによりオークリッジ・リーダーシップ・コンピューティング・ファシリティで2022年に導入されたエクサスケールスーパーコンピュータである。目標とする計算性能は約1.5エクサFLOPSであり、世界初のエクサスケールスーパーコンピュータである。GPGPUを活用してコストパフォーマンスを向上させてはいるものの、6億ドルもの費用をかけて建設されている。 
AMD EPYC CPUとRadeon Instinct GPUを組み合わされたHPE Cray EX235aアクセラレータブレードを使用し、30MWを消費し、19-インチ (48 cm)のラックキャビネットを100台占有すると予想されている。 
FrontierはCPU・GPU間にコヒーレントなインターコネクトを持ち、EPYC CPU上で動作するコードからGPUメモリにコヒーレントにアクセスできる。 
2022年5月、TOP500で、実効性能として1.102エクサFLOPSを達成し、富岳を抜き世界1位のスーパーコンピュータとなった。　

## ハードウエア諸元
- 最高性能:1.5エクサフロップス　以上
- キャビネット:100　以上
- メインCPU:AMD EPYC CPU (HPC及びAI用に最適化)
- システムGPU:AMD Radeon Instinct GPU (1CPUに付き4台のGPUを結合)
- CPU-GPU内部結合:AMD Infinity Fabric　/　ノード間の同期アクセス
- システム間内部結合:100 GB/sのネットワーク帯域幅を提供する複数のSlingshotNIC
  - アダプティブルーティング、輻輳管理、およびサービス品質を提供するSlingshotドラゴンフライネットワーク
- ストレージ:Summit のI/Oサブシステムの2〜4倍のパフォーマンスと容量 
  - フロンティアは、Summit のようなノードに近いストレージを持つ